# Bistum Hanzhong
Das Bistum Hanzhong (lat.: Dioecesis Hanciomensis) ist ein römisch-katholisches Bistum mit Sitz in Hanzhong in der Volksrepublik China.

## Geschichte
Papst Leo XIII. gründete das Apostolische Vikariat Südshaanxi am 2. August 1887 aus Gebietsabtretungen des Apostolischen Vikariats Shaanxi. Am 2. März 1933 verlor es einen Teil ihres Territoriums zur Errichtung der Apostolischen Präfektur Xing’anfu.
Mit der Apostolischen Konstitution Sinarum wurde es am 11. April 1946 zum Bistum erhoben. 1981 wurde der geheime Bischof Bartholomew Yu Cheng-ti geweiht, während Li Sheng-xue der offizielle Bischof war. Yu Chengde starb am 14. September 2009 und sein Nachfolger ist Louis Yu Run-shen, der von dem Heiligen Stuhl erkannt zu sein scheint.

## Ordinarien

### Apostolische Vikare von Südshaanxi
- Gregorio Antonucci (1888-April 1895)
- Pio Giuseppe Passerini PIME (29. März 1895 – 24. April 1918)
- Antonio Maria Capettini PIME (7. April 1919 – 3. Dezember 1924)

### Apostolische Vikare von Hanchung
- Antonio Maria Capettini PIME (3. Dezember 1924–1925)
- Lorenzo Balconi PIME (7. März 1928-März 1934)
- Mario Civelli PIME (11. März 1935 – 11. April 1946)

### Bischöfe von Hanzhong
- Mario Civelli PIME (11. April 1946 – 18. Juli 1946, dann Bischof von Jixian)
- Giuseppe Maggi PIME (13. Januar 1949 – 17. August 1963)
- Li Sheng-xue (1959 – 20. Januar 1984)
- Bartholomew Yu Cheng-ti (1984–2003)
- Louis Yu Run-shen (seit 1986)